# Sembrando en el mar
«Sembrando en el mar» es una canción de Lucybell, la cual fue escrita por el líder del grupo musical, Claudio Valenzuela.  Fue el tercer sencillo promocional y la séptima canción del álbum Lucybell.
Además, la canción forma parte de los álbumes recopilatorios Grandes éxitos y Todos sus éxitos, del DVD y álbum en directo Sesión Futura y del DVD recopilatorio Todos sus videos.
Esta canción contó con excelente crítica y buen recibimiento del público. Fue el último sencillo lanzado con la formación original del grupo (como cuarteto).

## Vídeo musical
Para la producción del vídeo musical promocional, EMI Odeón Chilena contrató a Cebra Producciones y al director Carlos Moena, con quien ya habían trabajado en la creación de los vídeos Flotar es caer, Carnaval, Viajar y Mataz.
El video, que debutó en julio de 1999, combina elementos urbanos como automóviles y escaleras mecánicas con tomas del grupo tocando en un estacionamiento.